# Science and Engineering Research Council
O Science and Engineering Reseatch Council (em português: Conselho de Pesquisa de Ciência e Engenharia) foi um órgão público governo do Reino Unido criado em 1965 e encarregado de financiamento público para actividades de investigação científica e de engenharia, incluindo biotecnologia, astronomia e ciências biológicas, espaço de pesquisa de física de partículas. A SERC também teve a supervisão do Observatório Real de Greenwich , do Observatório Real de Edimburgo, do Laboratório Rutherford Appleton e do Laboratório Daresbury.

## Ligações Externas
- The Science and Technology Facilities Council
- Engineering and Physical Sciences Research Council[ligação inativa]
- Biotechnology and Biological Sciences Research Council